# Otlophorus vibei
Otlophorus vibei är en stekelart som beskrevs av Jussila 2006. Otlophorus vibei ingår i släktet Otlophorus och familjen brokparasitsteklar. Inga underarter finns listade i Catalogue of Life.